# 大学教員
大学教員（だいがくきょういん）とは、大学における教員のことである。

## 日本の大学教員

### 職階と職務
学校教育法（昭和22年法律第26号）に基づく大学教員の職階は、次の通りである。
| 職階名 | 要件                                                                                   | 職務内容                                               | 原則配置 | 無配置可 | 配置可 |
| ------ | -------------------------------------------------------------------------------------- | ------------------------------------------------------ | -------- | -------- | ------ |
| 教授   | 専攻分野について、教育上、研究上または実務上の特に優れた知識、能力および実績を有する者 | 次のうち1つ以上 - 学生への教授 - 学生の研究指導 - 研究 | ○        | ×        | －     |
| 准教授 | 専攻分野について、教育上、研究上または実務上の優れた知識、能力および実績を有する者     | 次のうち1つ以上 - 学生への教授 - 学生の研究指導 - 研究 | ○        | ○        | －     |
| 助教   | 専攻分野について、教育上、研究上または実務上の知識および能力を有する者                 | 次のうち1つ以上 - 学生への教授 - 学生の研究指導 - 研究 | ○        | ○        | －     |
| 助手   | （学校教育法には規定なし）                                                             | 所属する組織における教育研究の円滑な実施に必要な業務   | ○        | ○        | －     |
| 講師   | （学校教育法には規定なし）                                                             | 教授または准教授に準ずる職務                           | ×        | －       | ○      |

### 大学教員の資格
大学等の高等教育機関の教員となるための資格は、学校教育法に基づいて定められている文部省令・文部科学省令である「大学設置基準」「短期大学設置基準」「大学院設置基準」「専門職大学院設置基準」「高等専門学校設置基準」「大学の設置等の認可の申請及び届出に係る手続等に関する規則」などに定められている。その基準にはおおむね次の3点が含まれる。
1. 専攻分野についての教育上の知識・能力・実績
2. 専攻分野についての研究上の知識・能力・実績
3. 専攻分野についての実務上の知識・能力・実績

例えば、教授となることのできる者について、大学設置基準により、次のいずれかに該当する者で、かつ、大学における教育を担当するに相応しい教育上の能力を有すると認められる者と定められている。 
1. 博士の学位を有し、研究上の業績を有する者
2. 研究上の業績が前号の者に準ずると認められる者
3. 学位規則第5条の2に規定する専門職学位を有し、当該専門職学位の専攻分野に関する実務上の業績を有する者
4. 大学において教授、准教授又は専任の講師の経歴のある者
5. 芸術、体育等については、特殊な技能に秀でていると認められる者
6. 専攻分野について、特に優れた知識及び経験を有すると認められる者

教育上の知識・能力・実績については、明確な基準が示せないこともあり、実質的には、研究上の知識・能力・実績がもっとも安定的な審査基準となることが多い。ただし、文部科学省の教員審査においては教育上の能力などを記述する欄もでき、教育上の能力が求められるようになってきている。

### 大学院教員の資格
日本の大学院教員資格には、Dマル合、D合、D可、Mマル合、M合、M可の6種類ある。この資格審査は、大学院の新設及び文部科学省が必要と判断した改編の場合にのみ、当該大学の申請を受けて文部科学省が行うものである（文部科学省の審査に合格したものが「正式な資格」であるのに対して、各大学が独自に審査・付与したものは、あくまで自称にしかすぎない）。大学院新設の際には、必須であり、大学院の一部改編の際にも、文部科学省の判断で必要とされた場合にだけ、基本、全大学院教員に対して審査がなされる（個々の教員の昇格や新規採用の際や、個々の教員の申請に基づいて、随時、審査が行われるわけではない）。「マル合」、「合」、「可」、「否」等の審査結果は、文部科学省から大学を通して通知される。審査対象の教員は、膨大な資料を作成して提出しなければならないが、「否」となっても、不合格理由の明確な詳しい通知もなく、再審査要請も許されておらず、全くのワンチャンスである。
このように、大学院の修士課程および博士課程の担当教員は、大学院を新設・改編する場合には、基本、講義および学位論文の指導が担当できる「マル合教員」か、講義および学位論文指導の補助が担当できる「合教員」か、講義のみが担当できる「可教員」か、あるいは「否」か、資格審査を受けねばならないが、大学院で学位論文の指導が担当できる教員は、特に、マル合（〇の中に合）教員と呼ばれ、さらに修士論文の指導ができる「Mマル合教員」と、博士論文の指導ができる「Dマル合教員」とに分類される。勿論、「Dマル合」が最上位である。次に「D合」、その下位に「Mマル合」、そして「M合」と続く。
大学院の設置の際に遵守する必要がある大学院設置基準の第9条は、「Dマル合」教員を揃える必要がある博士課程の設置に関して、その設置が認められれば博士課程を担当することになる教員に、(1)その担当する専門分野に関し、極めて高度の教育研究上の指導能力があると認められること、(2)博士の学位を有すること、(3)研究上の顕著な業績を有することの3要件を満たしいることを基本的に要求する。
同様に、同大学院設置基準第9条は、「Mマル合」教員を揃える必要がある修士課程の設置に関して、その設置が認められれば修士課程を担当することになる教員に、(1)その担当する専門分野に関し、高度の教育研究上の指導能力があること、(2)博士の学位を有すること、(3)研究上の業績を有することの3要件を満たしいることを基本的に要求する。
それに対して、法科大学院などの専門職大学院の設置に関わる専門職大学院設置基準の第5条は、その設置が認められれば当該大学院で授業等を担当することになる教員に、(1)その担当する専門分野に関し、高度の教育上の指導能力があると認められること、(2)専攻分野について、教育上又は研究上の業績を有することの2要件を満たしいることを基本的に要求する。
講義のみが担当できる「可教員」の資格基準は、当該専門科目についての専門知識ないし経験で判断され、他大学の大学院教授の他、弁護士、公認会計士、マスコミ関係の論説委員、解説者・キャスター、自治体首長経験者などが大学院教授（兼職の場合は大学院客員教授）として任用されている。

### 特任教員（特任教授・特任准教授・特任講師）
大学教員の中には、特任教授・特任准教授・特任講師というものもある。大学により、その内規には差異があるが、定年（63歳〜65歳程度）によって専任教授の地位を退いた研究者が第2次の定年（70歳またはそれ以上）まで勤務するため、もしくは特定の専門分野や活動の形態、大学を挙げてのプロジェクトなどと関連して任命される。1年から数年の期限付きであることも多い。法令上の扱いは専任教員と同じ扱いとなる。講座主任、学科長、各種委員会委員長、教授会などの大学の通常の管理業務を免除若しくは認められない場合が多い。

### 客員教員（客員教授・客員准教授）
大学教員の中には、客員教授・客員准教授という例外的なものもある。大学により、その内規での規定には差異があるが、1年から数年の期限付きであることも多い。法令上の扱いは兼任教員、すなわち「非常勤教員」と同じ扱いとなる。ただし、勤務形態は専任というものもある（特別のプロジェクトで雇用された場合など、常勤で雇用される）。大学の通常の管理業務、つまり講座主任、学科長、各種委員会委員長、教授会などの職務は認められないこととされている場合が通例である。
客員教員は、大学に出勤することは、大学との契約関係によって違いがあり、専任教員と変らない勤務をする場合や、月に数回から年に数回までの幅がある。給与面に関してはフルタイムの教授と同等の待遇が与えられるわけではない。

## 名誉教授の称号
名誉教授は、学校教育法第68条の3の規定に基づいて、学長、副学長、学部長、教授、准教授又は講師として務めた人に対して、教育上又は学術上特に功績のあった者に対し、各大学の定めるところにより授与される称号であって職ではない。
名誉教授の称号は、教育上又は学術上功績があるといういわば実質要件が満たされていることに加え、何年教授として在職したのかといういわば形式要件が満たされているのでなければ、授与されない。授与基準は各大学によって異なり、国立大学だけでも以下のように基準が異なる。
1. 通算規定を設けずに、教授として5年以上在職した者にのみ、選考の上、名誉教授の称号の授与を認める大学[7]
2. 通算規定を設けずに、教授として5年以上在職し、かつ、教育上又は学術上特に功績がある者にのみ、選考の上、名誉教授の称号の授与を認める大学[8]
3. 通算規定を設けた上で、当該大学の専任教授として5年以上かつ大学の教授として15年以上在職し、教育上又は学術上の功績がある者にのみ、選考の上、名誉教授の称号の授与を認める大学[9]
4. 通算規定を設けずに、教授として7年以上在職し、かつ、教育上又は学術上功績のあった者にのみ、選考の上、名誉教授の称号の授与を認める大学[10][11][12][13]
5. 通算規定を設けた上で、教授として10年以上在職し、かつ、教育上又は学術上功績のあった者にのみ、選考の上、名誉教授の称号の授与を認める大学[14][15][16][17]
6. 通算規定を設けた上で、教授として12年以上在職し、かつ、教育上又は学術上功績のあった者にのみ、選考の上、名誉教授の称号の授与を認める大学[18]
7. 通算規定を設けた上で、教授として13年以上在職し、かつ、教育上又は学術上特に功績のあった者にのみ、選考の上、名誉教授の称号の授与を認める大学[19]
8. 通算規定を設けた上で、教授として15年以上在職し、かつ、教育上又は学術上特に功績のあった者にのみ、選考の上、名誉教授の称号の授与を認める大学[20][21][22][23][24][25][26][27][28][29]
9. 通算規定を設けた上で、教授として16年以上在職し、かつ、特に功績のあった者にのみ、選考の上、名誉教授の称号の授与を認める大学[30]
10. 通算規定を設けた上で、大学専任教授として20年以上在職し，教育上又は学術上特に功績のあった者にのみ、選考の上、名誉教授の称号の授与を認める大学[31]
11. 通算規定を設けた上で、当該大学の専任教授として20年以上在職し、教育上又は学術上特に功績のあった者にのみ、選考の上、名誉教授の称号の授与を認める大学[32]
12. 通算規定を設けずに、教授として在職した者であって、かつ、芸術上・教育上又は学術上において、社会的に高い評価を得ている賞等の受賞者あるいはこれと同等以上の者であって、かつ、当該大学の教育・研究上に多大の功績のあった者にのみ、選考の上、名誉教授の称号の授与を認める大学[33]
13. 在職年数を問わず、従って通算規定も設けずに、教育上又は学術上特に功績があった教授にのみ、選考の上、名誉教授の称号の授与を認める大学[34]

## 教育が関係する部局における職階
- 学長
- 副学長[注釈 1]
- 学部長 - 研究科長[注釈 2]
- 副学部長
- 学科長 - 課程長- 専攻長
- 教授
- 准教授
- 助教
- 助手
- 講師
- 客員教授 - 客員准教授[注釈 3]
- 特任教授 - 特任准教授
- 特命教授 - 特命准教授
- 臨床教授 - 臨床准教授
- 研究員
- 客員研究員

## 「教授」を冠する称号
- 名誉教授
- 客員教授
- 名誉客員教授
- 特別栄誉教授
- 特別功労教授
- 終身栄誉教授
- 終身教授